# Mesochorus tundracolus
Mesochorus tundracolus är en stekelart som beskrevs av Dasch 1971. Mesochorus tundracolus ingår i släktet Mesochorus och familjen brokparasitsteklar. Inga underarter finns listade i Catalogue of Life.